# Nothing More
Nothing More es una banda estadounidense de Metalcore formada en San Antonio, Texas formada en 2003, la banda pasó gran parte de la década de 2000 grabando álbumes independientes y luchando por mantener una formación estable o atraer el interés del sello discográfico. Hacia el final de la década, el baterista de la banda, Jonny Hawkins, decidió cambiar a ser el líder y vocalista de la banda, estabilizando la alineación principal de la banda junto con otros miembros de larga data Mark Vollelunga (guitarra) y Daniel Oliver (bajo).
La banda se autofinancia y grabó su cuarto álbum de estudio de 2014 Nothing More en el transcurso de tres años, y lo usó para llamar la atención del sello discográfico Eleven Seven Music, que firmó a la banda con un contrato de grabación de cinco álbumes al escucharlo. El álbum se convirtió en el lanzamiento más importante de la banda en 2014, con varios sencillos en la lista, incluido "This is the Time (Ballast)", que alcanzó el número 1 en la lista de Mediabase Active Rock y el número 2 en la lista de Billboard Mainstream Rock, y "Mr. MTV "," Jenny "y" Here to the heartache ", todas en el top 15 de ambos gráficos. 
Después de su lanzamiento, la banda empezó a lograr éxitos rápidamente y comenzaron a trabajar en un seguimiento en 2016 mientras seguía de gira para apoyar su lanzamiento homónimo, y en septiembre de 2017 lanzó su quinto álbum de estudio, el segundo en un sello discográfico importante The Stories We Tell Ourselves.

## Historia

### Formación y primeros lanzamientos independientes (2003-2008)
El miembro de la banda Jonny Hawkins comenzó a tocar la batería desde el séptimo grado, que es aproximadamente cuando conoció al guitarrista Mark Vollelunga, al escucharlo tocar la guitarra en un campamento de la iglesia. Los dos se hicieron amigos y mantendrían sesiones informales junto con otros estudiantes durante sus años de escuela media y secundaria. En 2003, Hawkins y Vollelunga formaron oficialmente la banda, con el miembro central y el bajista Daniel Oliver uniéndose en 2004. Alrededor del final de la escuela secundaria, la banda comenzó a grabar música y hacer giras a nivel local, lo que hicieron durante años, plagados de cambios en la alineación y la incapacidad de obtener un contrato de la discográfica.
Alrededor del final de la escuela secundaria, la banda comenzó a grabar música y hacer giras a nivel local, lo que hicieron durante años, plagados de cambios en la alineación y la incapacidad de obtener un contrato de la discográfica. En 2004, la banda lanzó el álbum Shelter, más influenciado por funk, con el vocalista Josh Klaus y el segundo guitarrista Josh Kercheville. Klaus se fue y fue reemplazado por Travis Cox, quien grabó el EP Madhatter's Bliss en 2005. También se lanzó un álbum recopilatorio, Vandura , que consiste en gran parte de las canciones de los dos primeros lanzamientos. en 2006. Más tarde, Cox fue reemplazado por el cantante Trey Graham, quien previamente había realizado una gira con Kelly Clarkson. La banda encontró algún tipo de éxito en el lanzamiento, lanzó el álbum Save You/Save Me en 2007 y realizó una gira con 30 Seconds to Mars y se incorporó a The Warped Tour, pero finalmente se sintió descontento con el compromiso de moverse en un más pop, influencia dominante de Graham, y se separaron del cantante. Desafortunadamente, casi al mismo tiempo, Kercheville también dejó la banda, dejando a la banda como un trío.

### The Few Not Fleeting(2009-2011)
En 2009, la banda lanzó su primer álbum con Hawkins como vocalista principal, The Few Not Fleeting. Hawkins se inspiró en gran medida en los temas personales mencionados anteriormente para material lírico en el álbum, y en gran parte fue creado por el núcleo trío, la banda pudo profundizar en sus estilos musicales preferidos, que la banda describió como más en el rock progresivo, rock alternativo, y venas de hard rock que lanzamientos anteriores. El álbum grabado en el estudio casero de Hawkins, que permite a la banda no tener restricciones de dinero o de tiempo en el estudio, lo que a su vez mejoró la calidad de sonido general del lanzamiento.
La banda realizó una gira en apoyo del álbum durante dos años. Mientras Hawkins tocaba la batería en el álbum, the band recruited a new drummer, Devin Travieso, who toured in support of the album with the band. la banda reclutó a un nuevo baterista, Devin Travieso, quien realizó una gira en apoyo del álbum con la banda.

### Nothing Morey el salto a la fama mundial (2011-2015)
Después de los dos años de gira en apoyo de The Few Not Fleeting, la banda comenzó a trabajar en la grabación de nueva música en 2011. Aún sin poder obtener un contrato de un sello discográfico, la banda decidió volver a trabajar de forma independiente. A pesar de esto, establecieron su objetivo de hacer un disco que sonara tan bien como un lanzamiento importante de la etiqueta, pero con un presupuesto independiente. La banda reclutó al nuevo baterista permanente, Paul O'Brien, quien se acercó a la banda después de que su banda anterior, Pandemic se separó.
La banda terminó el álbum, lo tituló Nothing More, lo lanzó de forma independiente en junio de 2013 y luego comenzó a hacer giras para apoyar el álbum. Su gran oportunidad ocurrió en septiembre en el Festival Aftershock 2013. Después de un exitoso programa el primer día del festival, se les pidió que regresaran y actuaran el segundo día, para reemplazar a una banda más grande en uno de los escenarios más grandes del programa. Los shows los expusieron a una multitud mucho más grande de lo que solían tocar, entre 10,000 y 13,000 miembros de la audiencia, y después de un exitoso segundo show, la banda finalmente comenzó a recibir una serie de ofertas de sellos discográficos. En marzo de 2014, la banda decidió firmar un contrato con Eleven Seven Music, no solo para finalizar su búsqueda a largo plazo de soporte para el sello discográfico, sino también para conseguir un contrato de cinco álbumes.
La banda también tuvo mucho éxito en la radio de rock de los lanzamientos, con varios sencillos trazados del álbum. El primer sencillo, "This is the Time (Ballast)", alcanzó el número 1 en la lista de Active Rock de Mediabase. Los sencillos de seguimiento también tuvieron un buen desempeño en la lista de Mainstream Rock, incluyendo "Mr. MTV", alcanzando el número 12, "Jenny", alcanzando el número 6 y "Here to the Heartache", alcanzando el número 4.
La banda realizó una extensa gira en apoyo del álbum, en Norteamérica, Europa, Japón y Australia. En particular, esto incluyó una gira con Chevelle antes del lanzamiento del álbum, una gira en la arena con Five Finger Death Punch, Hellyeah y Volbeat en 2014, una gira con Shinedown en 2015, y la gira Monster Energy Outbreak con Marmozets en 2015.

### The Stories We Tell Ourselves(2016-2021)
Después de una extensa gira en 2014 y 2015, la banda volvió a escribir y grabar nuevo material a principios de 2016. Para septiembre de 2016, la banda tenía 17 canciones completamente desarrolladas, y estaban considerando si alguna canción debería ser recortada o no de la lista final de canciones. La banda tomó un descanso de la grabación en este momento para hacer una gira con Disturbed y Chevelle durante todo el fin de año, antes de volver a completar la grabación del álbum a principios de 2017.
En junio de 2017, la banda anunció oficialmente el título de su quinto álbum de estudio The Stories We Tell Ourselves, y que se lanzará el 15 de septiembre de 2017. El álbum debutó en el número 15 en la lista de álbumes de todos los formatos de Billboard 200, vendiendo aproximadamente 20,000 copias en su primera semana. Antes del lanzamiento del álbum, la banda lanzó su primer sencillo, "Go to War" y una serie de otras canciones promocionales, que incluyen "Don't Stop" y "Let 'Em Burn".
La banda realizó una gran gira para apoyar el álbum en 2018, incluida una gira por Norteamérica en febrero y marzo y una gira por Norteamérica con Papa Roach y Escape the Fate en abril y mayo. Justo antes de la gira de 2018, la banda lanzó un video musical para su segundo sencillo, "Do You Really Want It?". El CEO del sello discográfico de la banda mencionó los planes futuros de lanzar "Just Say When" también como el tercer sencillo, que luego se realizó en abril de 2018. La banda continuó de gira en apoyo del álbum en 2019 con una destacada gira por Norteamérica. La banda está programada para ser el acto de apertura de la banda Ghost en el otoño de 2019.

### Spirits(2022-presente)
La planificación de un álbum de seguimiento comenzó en enero de 2019, con Hawkins que estaba trabajando en la preparación de un nuevo estudio para preparar las sesiones del nuevo álbum entre las etapas de la gira. Hawkins señaló que a veces era difícil concentrarse en las giras cuando tenía tantos pensamientos sobre la creación de un nuevo álbum. En octubre, Vollelunga notó que la banda había estado creando áreas de grabación improvisadas en vestuarios y camerinos para poder realizar sesiones improvisadas de material nuevo antes de realizar sus shows en vivo. Señaló que la banda cambiaría de marcha y se concentraría al 100% en escribir y grabar un nuevo álbum en 2020. El lanzamiento no apareció en 2021 porque el trabajo en el álbum tomó más tiempo de lo esperado, y en enero de 2022, se reveló que la banda sería tocando en el Rock Fest de Wisconsin. A esto le siguió el anuncio de una gira estadounidense conjunta con Asking Alexandria en marzo, que se extendería durante mayo y junio, con Atreyu y Eva Under Fire como actos secundarios.
Dos semanas después, lanzaron su primera canción promocional, "Turn It Up Like (Stand in the Fire)". El primer sencillo oficial, "Tired of Winning", se lanzó a finales de abril, y la banda fue anunciada como invitada especial en la gira Blood 1983 de In This Moment a finales de junio, celebrando el décimo aniversario de su álbum Blood de 2012. Tres días después, se reveló el título del nuevo álbum Spirits, junto con su canción principal. La cual fue lanzado el 14 de octubre, otra canción del disco, "You Don't Know What Love Means", fue lanzada antes del álbum a mediados de agosto.

## Estilo musical e influencia
La banda ha sido descrita como rock alternativo, hard rock, rock progresivo, metal progresivo, y heavy metal. Si bien no se les dio directamente el sello, su música ha sido descrita con una influencia hardcore y nu metal. AllMusic ha descrito el sonido general de la banda como "en algún lugar entre System of a Down e Incubus", mientras que Team Rock los describió como "Difíciles como los riffs crujientes con un ligero borde metálico, todo pulido con un montón de brillantes, producción amigable con la radio. Imagínate si Nine Inch Nails se confabulara con Royal Blood y Biffy Clyro y estás cerca." Musicalmente, Hawkins estuvo influenciado por las bandas Tool y Rage Against the Machine, y la batería de Mike Portnoy de Dream Theater.
El contenido lírico de la banda se ha inspirado en una amplia variedad de factores. La vida personal de Hawkin ha sido una gran influencia; el sencillo "Jenny" es una canción que fue inspirada por su tía que lucha contra la esquizofrenia y su hermana Jenna que lucha contra el trastorno bipolar. La banda usó la canción y el respectivo video musical para ayudar a crear conciencia y dinero para las enfermedades mentales.

## Miembros
| Miembros actuales - Jonny Hawkins – Voz principal (2008-presente); Batería, percusión (2003-2009) - Mark Vollelunga – Guitarra principal, voz secundaria (2003-presente) - Daniel Oliver – Bajo, Teclados, voz secundaria (2004-presente) - Ben Anderson – Batería, percusión (2015-presente) | Miembros anteriores - Trey Graham - Voz principal (2003-2007) - Devin Travieso – Batería, percusión (2009-2011) - Paul O'Brien – Batería, percusión (2011-2015) |

## Discografía
- Madhatter's Bliss (2003)
- Shelter (2004)
- Save You/Save Me (2007)
- The Few Not Fleeting (2009)
- Nothing More (2014)
- The Stories We Tell Ourselves (2017)
- Spirits (2022)
- Carnal (2024)